# Förster & Nicolaus Orgelbau

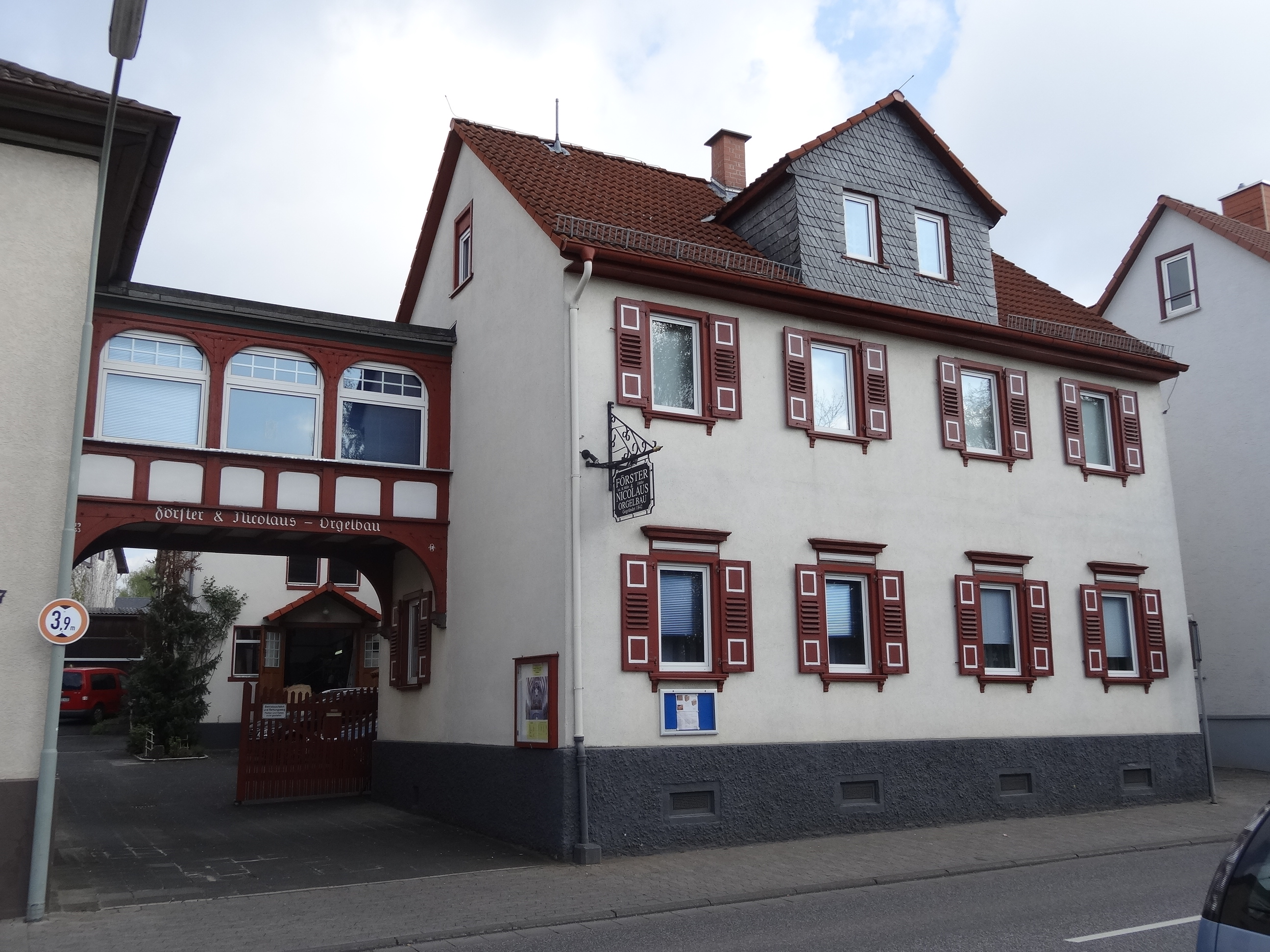
Firmensitz in Lich

Förster & Nicolaus Orgelbau ist eine Orgelbaufirma in Lich. Sie wurde 1842 von Johann Georg Förster gegründet und über vier Generationen bis 1988 als Familienunternehmen geführt. Seitdem haben frühere Mitarbeiter die Leitung übernommen. Die Werkliste umfasst mehr als 700 Neubauten und zahlreiche Restaurierungen.

## Geschichte

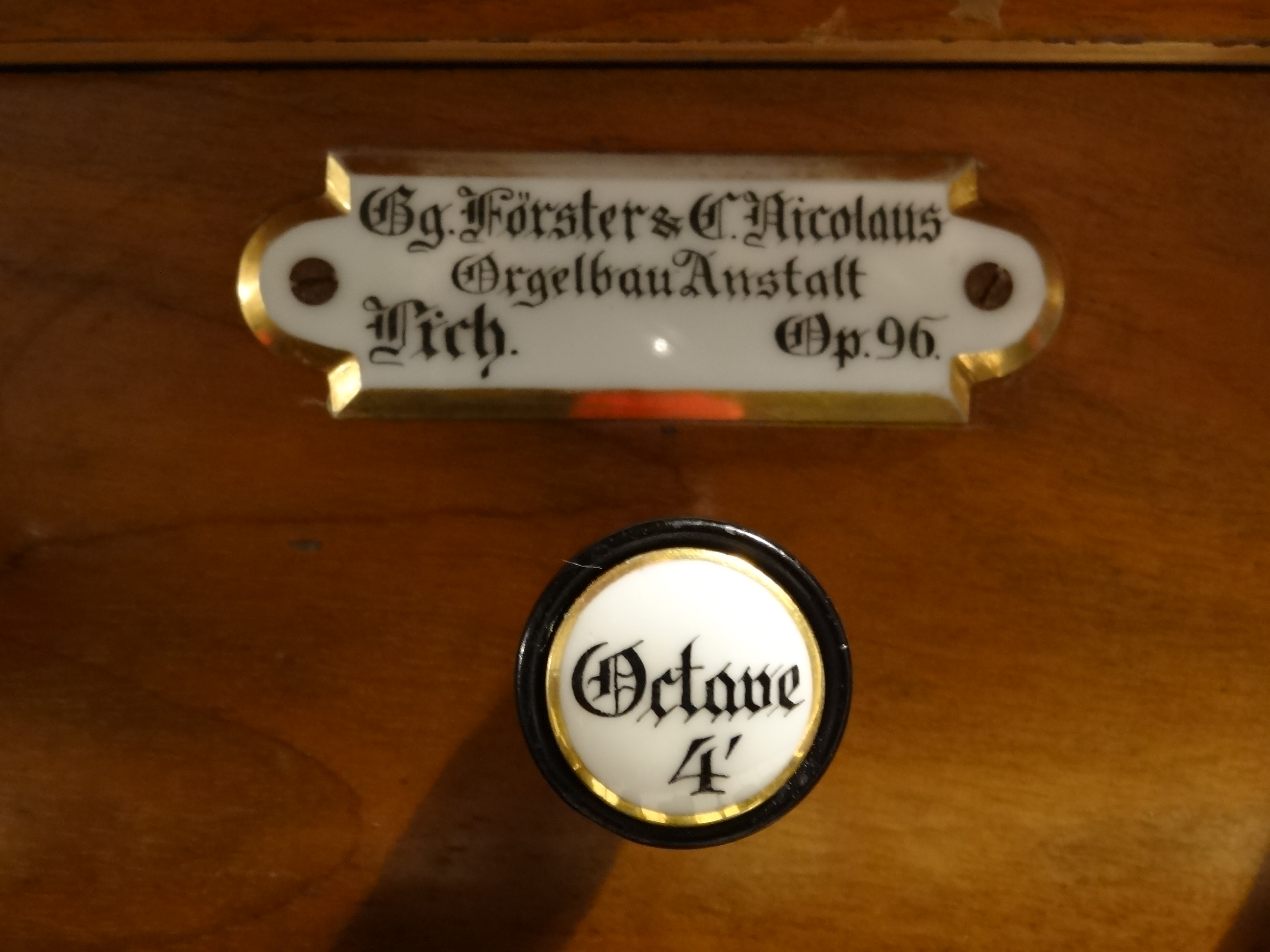
Firmenschild in Hattenrod, 1902

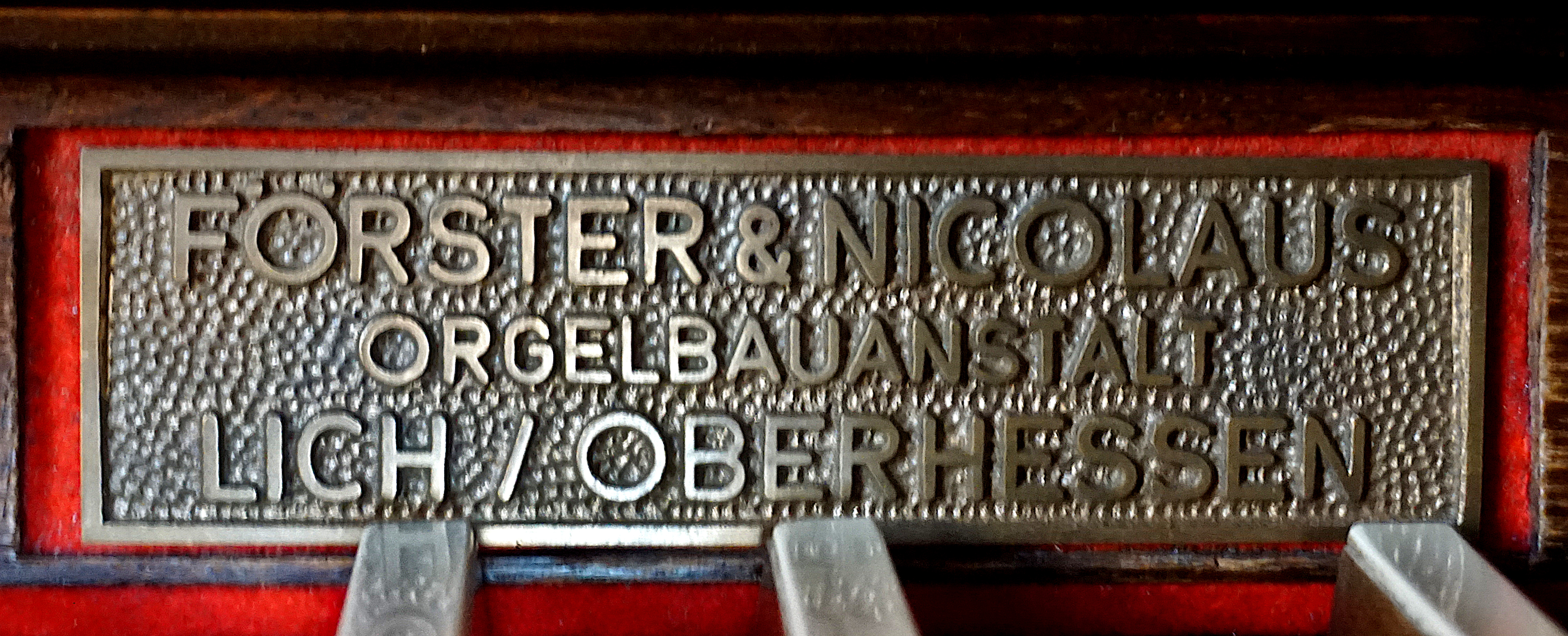
Firmenschild in Althegnenberg

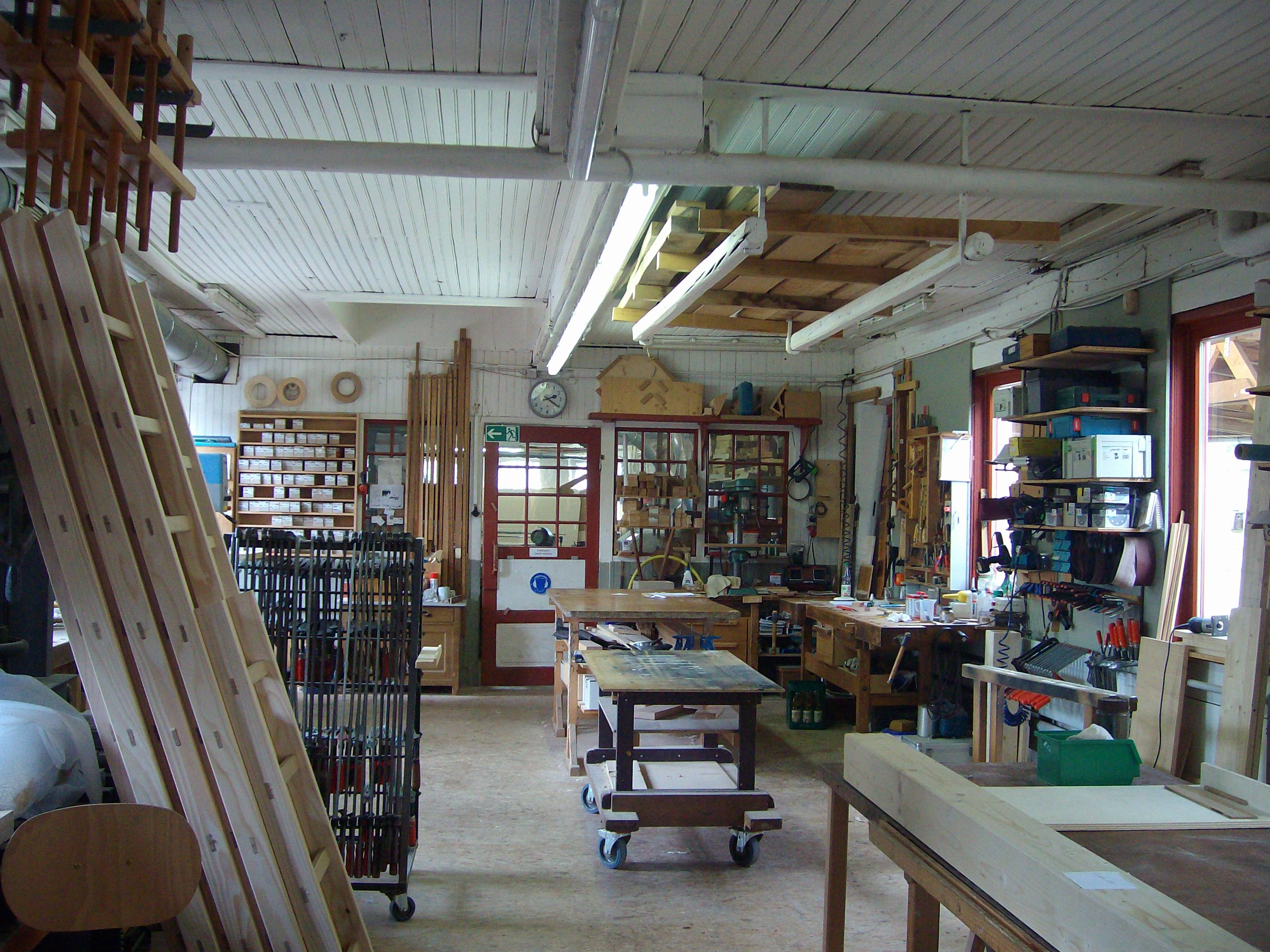
Blick in die Orgelwerkstatt (2012)

Johann Georg Förster hatte bei führenden Orgelbauern sein Handwerk erlernt und machte sich im Jahr 1842 in Lich mit einer eigenen Werkstatt selbstständig. Er war Nachfolge von Johann Georg Bürgy aus Gießen, der 1841 ohne Nachfolger verstorben war. Förster baute neben den traditionellen mechanischen Schleifladen auch Kegelladen und Hängeventilladen. Eine Orgel in Butzbach wurde mit Lappenventilladen ausgestattet, einem neuartigen pneumatischen System, das sich H. Dietz und C. Nicolaus am 16. November 1892 patentieren ließen (Patentschrift Nr. 72546). Kennzeichnend für Försters Stil waren Transmissionsladen mit doppelten Schleifen.
Carl Nicolaus (* 9. November 1860 in Steinbach bei Gießen; † 24. Oktober 1929 in Lich) war ab 1884 Geselle im Betrieb, heiratete im Jahr 1889 Försters Tochter Louise (1862–1956) und wurde zunächst Teilhaber, ab 1900 sogar alleiniger Inhaber der Firma, die nun in „Förster und Nicolaus“ umbenannt wurde. Nicolaus entwickelte die pneumatische Traktur weiter, die ab 1892 in Form der Röhrenpneumatik in neu entwickelter Form als eigene Erfindung Einzug hielt, sich aber als unzuverlässig erwies. Auch eine andere neue Form mit frei schwebenden und sich nach unten öffnenden Ventilen setzte sich nicht durch, sodass die Firma im Jahr 1900 wieder zur pneumatischen Kegellade zurückkehrte. Bis zu Beginn der 1920er Jahre wurde dieses Traktursystem beibehalten. Bei Orgelneubauten wurden nur häufig die historischen Prospekte einbezogen.
Ernst Nicolaus (* 23. April 1897 in Lich; † 26. August 1966 ebenda)  und sein Bruder Karl (* 5. Mai 1891 in Lich; † 28. Mai 1924 ebenda) wurden 1923 Teilhaber der Firma und bauten bis 1927 127 Harmonien. Ab 1927 wurde Otto Heuss Werkleiter. Er machte sich 1953 in Lich selbstständig und spezialisierte sich als Zulieferer auf den Bau von Spieltischen und anderer Orgelteilen. Nach dem Tod des Vaters leitete Ernst Nicolaus die Firma ab 1929 in dritter Generation. Die Orgelbewegung übte seit den 1930er Jahren nachhaltigen Einfluss auf die Dispositionen aus. Fritz Abend, der bei Eule künstlerischer Leiter und Intonateur war und an der Restaurierung der Orgeln von Gottfried Silbermann beteiligt war, trat 1947 in die Licher Firma ein. Er arbeitete mit Helmut Walcha zusammen und trat für die Beibehaltung historischer Trakturen ein und lehnte pneumatisierende Umbauten ab. Bei Neubauten hielt nah dem Zweiten Weltkrieg die elektrische Kegellade Einzug, die bis in die 1960er Jahre eingesetzt wurde. Ab 1951 wurden wieder die ersten Positive mit mechanischen Schleifladen gebaut, ab 1953 kleinere und ab 1960 auch größere Orgeln.
Manfred Nicolaus (* 25. April 1926 in Lich; † 1. März 2014), Sohn von Ernst Nicolaus, erlernte den Orgelbau in der väterlichen Werkstatt und vertiefte sich bei Mönch (Überlingen) und Åkerman & Lund (Stockholm). Er trat im Jahr 1960 als Teilhaber in die Firma ein und übernahm von 1966 bis 1988 die Geschäftsführung. Den historisch orientierten Orgelbau, den Nicolaus in Schweden kennengelernt hatte, führte er bei Orgelneubauten und bei substanzerhaltenden Restaurierungsprojekten ein. Unter seiner Leitung traten die nicht-verwandten Joachim (Jochen) Müller (* 7. März 1959 in Büdingen; † 1. Februar 2017) 1974 und Martin Müller (* 8. Oktober 1958 in Sellnrod) 1976 ihre Orgelbaulehre an. Jochen Müller bildete sich bei Rudolf von Beckerath und die beiden bei der Firma Giesecke fort. Es folgten Studienreisen zu bedeutenden europäischen Orgellandschaften. Im Jahr 1986 legten beide ihre Meisterprüfungen ab und übernahmen 1988 das Unternehmen zu gleichen Teilen. Dieser Abschnitt der Firmengeschichte ist vor allem durch Restaurierungen historischer Orgeln und weniger durch Neubauten geprägt. Nach dem Tod von Joachim Müller wurde das Unternehmen bis 2023 von Martin Müller geleitet. Seit 2024 sind die bisherigen Mitarbeiter Rainer Bingel (* 8. Juli 1970) und Thomas Küpper (* 18. April 1965) Inhaber und Geschäftsführer.
Nachdem sich das Wirkungsgebiet zunächst auf Rheinhessen und Oberhessen erstreckte, erfuhr es nach dem Zweiten Weltkrieg eine Ausdehnung auf die Gebiete um Mainz, Frankfurt am Main und Wiesbaden. Im Jahr 2017 hatte das Unternehmen 13 Angestellte und etwa 1000 Wartungsverträge. Seit der Gründung wurden über 700 Neubauten angefertigt und zahlreiche historische Orgeln restauriert. Das Unternehmen arbeitet mit etwa 1000 Vertragspartnern zusammen.

## Werkliste (Auswahl)
Die Größe der Instrumente wird in der sechsten Spalte durch die Anzahl der Manuale und die Anzahl der klingenden Register in der siebten Spalte angezeigt. Ein großes „P“ steht für ein selbstständiges Pedal. Eine Kursivierung zeigt an, dass die betreffende Orgel nicht mehr oder nur noch der Prospekt erhalten ist.
Instrumente vor dem Jahr 1900 von Johann Georg Förster finden sich in seinem Artikel.

### Neubauten und Erweiterungen
| Jahr           | Opus | Ort                      | Gebäude                                   | Bild | Manuale | Register | Bemerkungen |
| -------------- | ---- | ------------------------ | ----------------------------------------- | ---- | ------- | -------- | --- |
| 1902           |      | Fellingshausen           | Evangelische Kirche                       |      | I/P     | 7        | Neubau mit Springwindlade |
| 1904           | 105  | Butzbach                 | Markuskirche                              |      | II/P    | 25       | Neubau mit pneumatischer Kegellade |
| 1906           |      | Mommenheim (Rheinhessen) | Ev. Kirche                                |      | II/P    | 13       | |
| 1908           | 125  | Leihgestern              | Evangelische Kirche                       |      | II/P    | 17       | romantische Disposition, pneumatische Kegelladen; vollständig erhalten |
| 1908           | 127  | Großen-Linden            | Evangelische Kirche                       |      | II/P    | 20       | |
| 1913           |      | Alsfeld                  | Walpurgiskirche                           |      | II/P    | 35       | in Barockgehäuse, 1982 ersetzt |
| 1914           |      | Essenheim                | Evangelische Mauritiuskirche              |      | II/P    | 13 (14)  | Orgelneubau unter Verwendung von Prospektteilen der Vorgängerorgel (vermutlich von Johann Georg Dreuth oder Onimus vor 1752), Sachverständiger Mendelssohn, seitliche Flachfelder an den dreiachsigen Prospekt angefügt, pneumatische Kegelladen, Manuale C–g3, Pedal C–d1, HW: Principal 8′, Flöte 8′, Gamba 8′, Octave 4′, Rohrflöte 4′, Rauschquinte 2 ⁄3′+2′. SW: Geigenprincipal 8′, lieblich Gedeckt 8′, Aeoline 8′, Voix celestis 8′, Flauto dolce 4′. Pedal: Subbass 16′, Principalbass 8′ (still-gedackt-Bass 8′ als Transmission), II/I, I/P, II/P, Sub- und Superoctavcoppel; 1995 abgebaut und eingelagert. |
| 1915           |      | Roßdorf (bei Darmstadt)  | Evangelische Kirche                       |      | II/P    | 26       | hinter dem klassizistischen Orgelprospekt der Vorgängerorgel von Georg Rothermel (1851), 2023 saniert und um 3 Register und einen mobilen Spieltisch erweitert |
| 1919           |      | Dittlofsroda             | Evangelische Kirche                       |      | II/P    | 15       | erhalten → Orgel |
| 1925           |      | Langsdorf (Lich)         | Evangelisch-reformierte Kirche            |      | II/P    | 19       | im spätromantischen Stil, pneumatische Kegelladen |
| 1926           |      | Heuchelheim (Hessen)     | Martinskirche                             |      | II/P    | 13 (14)  | hinter dem historischen Prospekt von Johann Christian Köhler (1755, Zuschreibung) |
| 1927           |      | Gau-Algesheim            | unbekannt (evtl. Gustav-Adolf Kirche)     |      | II/P    | 8        | nicht mehr vorhanden; 1987 nach St. Cosmas und Damian übertragen; 1993 Pfeifenwerk für Umbau der Breitmann-Orgel in Herz Jesu Kelsterbach verwendet |
| 1928           |      | Reinheim                 | Evangelische Dreifaltigkeitskirche        |      | II/P    | 19       | |
| 1931           |      | Frankfurt-Niederrad      | Paul-Gerhard-Kirche                       |      | II/P    | 28       | nicht erhalten |
| 1932           |      | Mainz-Amöneburg          | Gustav-Adolf-Gedächtniskirche             |      | II/P    | 17       | |
| 1938           |      | Schlitz                  | Stadtkirche                               |      | II/P    | 21       | Neubau mit elektrischen Kegelladen unter Einbeziehung des barocken Orgelprospekts der Vorgängerorgel von 1719; 1968 Erweiterungsumbau auf II/P/22 mit elektrischen Schleifladen. |
| 1948           |      | Dietzenbach              | Christuskirche                            |      | II/P    | 13       | Neubau unter Einbeziehung des Prospekts und Teilen des Pfeifenwerks der Vorgängerorgel von Adam Karl Bernhard (1891), die 1941 stark beschädigt wurde |
| 1951           |      | Althegnenberg            | ev. Kirche, Bergkirche St. Maria          |      | I       | 4        | erbaut für unbekannten Ort, 1977 und 1985 umgesetzt, 2000 umgebaut |
| 1953           |      | Mornshausen (Gladenbach) | evangelische Kirche                       |      | I/P     | 7        | |
| 1955/1956      |      | Frankfurt am Main        | Heilandskirche                            |      | II/P    | 25       | Wegen Abriss der Heilandskirche wurde die Orgel 2006 an St. Albertus (Gießen) (Foto) verkauft. |
| 1957           |      | Gießen                   | Justus-Liebig-Universität, Aula           |      | II/P    | 25       | |
| 1958           |      | Frankfurt am Main        | Großer Sendesaal des Hessischen Rundfunks |      | III/P   | 56       | elektropneumatische Kegelladen |
| 1949–1951/1961 |      | Herford                  | Herforder Münster                         |      | IV/P    | 57       | Neubau unter Verwendung älterer Register, 1961 Erweiterung um ein Rückpositiv |
| 1960           |      | Oberursel (Taunus)       | St. Ursula                                |      | II/P    | 21       | Neubau hinter Prospekt von Johann Conrad Bürgy (1789–1793) |
| 1960           |      | Watzenborn-Steinberg     | Christuskirche                            |      | II/P    | 18       | Neubau; Pedalflügel mit Holzpfeifen im Prospekt |
| 1960–1961      |      | Mainz                    | St. Johannis                              |      | III/P   | 40       | Neubau |
| 1962           |      | Mainz                    | Christuskirche                            |      | III/P   | 44       | Neubau |
| 1963           |      | Wiesbaden-Schierstein    | Christophoruskirche                       |      | II/P    | 21       | Neubau |
| 1964           |      | Alsfeld                  | Dreifaltigkeitskirche                     |      | II/P    | 26       | Hauptwerk und Pedal auf zweiter Empore über dem Positiv |
| 1965           |      | Gießen                   | St. Bonifatius                            |      | III/P   | 42       | Neubau; 2015 ersetzt |
| 1965           |      | Großen-Linden            | Christ-König                              |      | II/P    | 22       | |
| 1966           |      | Frankfurt-Sachsenhausen  | St. Wendel                                |      | III/P   | 31       | Disposition nach einem Entwurf von Helmut Walcha; 1989 Umdisponierung durch Fischer & Krämer, 2002 Principal 16′ (Bassoktave im Pedal) ergänzt, 2008 neue Setzeranlage |
| 1967           |      | Atzenhain                | Evangelische Kirche                       |      | I       | 4        | |
| 1968           |      | Gießen                   | Johanneskirche                            |      | III/P   | 42       | Neubau |
| 1968           |      | Gießen                   | Petruskirche                              |      | III/P   | 33       | Neubau, Prospektentwurf von Walter Supper; Hauptwerk ragt in rechtwinkliger Form auf einer Emporenspitze in den Kirchraum hinein |
| 1968           |      | Holzheim (Pohlheim)      | Evangelisch-reformierte Kirche            |      | II/P    | 13       | hinter historischem Prospekt von Johann Hartmann Bernhard (1829) |
| 1969           |      | Grünberg (Hessen)        | Evangelische Stadtkirche                  |      | II/P    | 23       | |
| 1969           |      | Schlangenbad             | Christuskirche                            |      | II/P    | 18       | Neubau hinter hist. Prospekt von Link (1908) |
| 1970           |      | Kelsterbach              | St. Martin                                |      | II/P    | 24       | im Gehäuse von Johann Hartmann Bernhard (1822) → Orgel |
| 1970           |      | Niederjosbach            | St. Michael                               |      | II/P    | 19       | → Orgel |
| 1972           |      | Lich                     | Marienstiftskirche Lich                   |      | III/P   | 33       | Generalerneuerung hinter hist. Prospekt von Georg Wagner (1621–1624) unter Verwendung des vorhandenen Registerbestandes |
| 1973           |      | Frankfurt-Sossenheim     | Evangelische Kirche Sossenheim            |      | II/P    | 18       | |
| 1977           |      | Heuchelheim (Hessen)     | Ev. Kirche                                |      | II/P    | 21       | |
| 1977           |      | Lang-Göns                | Jakobuskirche                             |      | II/P    | 19       | Neubau als Ersatz für die Orgel von 1920 von Förster & Nicolaus |
| 1979           |      | Kloster Arnsburg         | Paradies                                  |      | I/P     | 8        | hinter dem historischen Prospekt und unter Einbeziehung von einem Pedalregister aus der Kirche Bindsachsen, der Manualklaviaturen und von zwei alten Registern aus der Gederner Kirche und eines weiteren alten Registers aus der Holzheimer Kirche |
| 1980           |      | Laubach                  | Heilig Geist                              |      | II/P    | 17       | → Orgel |
| 1981           |      | Erbach (Rheingau)        | St. Markus                                |      | II/P    | 27       | Neubau hinter dem Prospekt von Johannes Kohlhaas dem Älteren (1725); mit Koppelmanual |
| 1983           |      | Frankfurt am Main        | St.-Jakobs-Kirche                         |      | II/P    | 22       | Neubau |
| 1984–1986      |      | Frankfurt-Bergen-Enkheim | St.-Nikolaus-Kirche                       |      | IV/P    | 52       | 1992 Ergänzung um einen Untersatz 32′ aus der abgebrochenen Walcker-Orgel der Katharinenkirche (Frankfurt am Main); 1997 neue Setzeranlage |
| 1989           | 670  | Bad Homburg vor der Höhe | Schlosskirche                             |      | III/P   | 38       | Rekonstruktion hinter hist. Prospekt von Johann Conrad Bürgy; 2024 Restaurierung |
| 1992–1993      | 694  | Bad Homburg vor der Höhe | Erlöserkirche                             |      | IV/P    | 62       | Erweiterungsumbau der Orgel von Wilhelm Sauer um ein romantisch-symphonisches Récit → Orgel |
| 1995           | 702  | Schwetzingen             | Stadtkirche                               |      | II/P    | 27       | Neubau |
| 1995           | 705  | Polch                    | St. Stephan                               |      | III/P   | 41       | Neubau |
| 1997           |      | Fulda                    | St. Elisabeth                             |      | II/P    | 23       | mit Koppelmanual und zwei Vorabzügen, 2021 Wiederaufbau der profanierten Orgel in St. Petrus Canisius, Mainz |
| 1997           |      | Worms                    | Lutherkirche                              |      | III/P   | 40       | Renovierung und Erweiterung der Orgel der Gebr. Link (1963) |
| 1999           | 715  | Stadtallendorf           | St. Michael                               |      | II/P    | 25       | Neubau |
| 2000           | 717  | Erftstadt-Liblar         | Ev. Friedenskirche                        |      | II/P    | 14       | Neubau, 7 Register auf Wechselschleifen |
| 2002           | 720  | Homberg (Ohm)            | Stadtkirche                               |      | II/P    | 19       | Neubau |
| 2005           | 724  | Dausenau                 | St. Kastor                                |      | II/P    | 21       | Neubau hinter Prospekt von Johann Daniel Buderus (1841) |
| 2010           | 727  | Koblenz                  | Florinskirche                             |      | III/P   | 51       | Neubau |

### Restaurierungen
| Jahr      | Opus | Ort                         | Gebäude                            | Bild | Manuale | Register | Bemerkungen |
| --------- | ---- | --------------------------- | ---------------------------------- | ---- | ------- | -------- | --- |
| 1978      |      | Nieder-Moos                 | Ev. Kirche                         |      | II/P    | 22       | Restaurierung der Orgel von Johann-Markus Oestreich (1790/91) → Orgel der Evangelischen Kirche Nieder-Moos                                       |
| 1984      |      | Ensheim                     | Ev. Kirche                         |      | I/P     | 9        | Restaurierung der Orgel von Stumm (1745) |
| 1988      |      | Mettenheim (Rheinhessen)    | Ev. Kirche                         |      | II/P    | 23       | Restaurierung der Stumm-Orgel (1762) |
| 1991      |      | Mainz                       | Augustinerkirche                   |      | II/P    | 35       | Restaurierung der Stumm-Orgel (1773) |
| 1990–1992 |      | Ohrdruf                     | St. Trinitatis                     |      | II/P    | 34       | Restaurierung der Orgel von Georg Franz Ratzmann (1814)                                                                                          |
| 1992      |      | Burgholzhausen vor der Höhe | Heilig Kreuz                       |      |         |          | Restaurierung der Orgel von Bernhard Dreymann (1836)                                                                                             |
| 1998      |      | Alzey                       | Kleine Kirche                      |      | II/P    | 21       | Restaurierung der Stumm-Orgel (1737) |
| 1997–1999 |      | Wetter                      | Stiftskirche                       |      | II/P    | 25       | Restaurierung/Rekonstruktion der Orgel von Johann Andreas Heinemann (1766) sowie Ergänzung um drei Pedalregister auf separater Lade              |
| 2002–2004 |      | Kloster Altenberg           | Klosterkirche                      |      | II/P    | 23       | Instandsetzung der Orgel von Johann Wilhelm Schöler (1757/58) → Orgel des Klosters Altenberg                                                     |
| 2004      |      | Kirchberg (Lahn)            | Ev. Kirche                         |      | I/P     | 13       | Restaurierung der Orgel von Johann Andreas Heinemann (1777)                                                                                      |
| 2006      |      | Mutterstadt                 | Ev. Pfarrkirche                    |      | II/P    | 22       | Restaurierung der Stumm-Orgel (1785–1786) |
| 2010      | 726  | Laubach                     | Evangelische Stadtkirche           |      | III/P   | 31 (33)  | Restaurierung/Rekonstruktion; Prospekt und 9 Register von Johann Casper Beck/Johann Michael Wagner/Johann Andreas Heinemann (1747–50) erhalten   |
| 2011–2012 |      | Bad Sobernheim              | Kath. Kirche                       |      | II/P    | 20       | Restaurierung der Orgel von Michael Körfer (1901/1902); Anfertigung eines neuen Spieltisches, die historischen Registerschilder blieben erhalten |
| 2012–2013 |      | Pfungstadt                  | Ev. Kirche                         |      | II/P    | 26       | Restaurierung der größten Orgel von Johann Hartmann Bernhard (1825), von der 15 Register erhalten sind                                           |
| 2013      |      | Salzböden                   | Ev. Kirche                         |      | I/P     | 11       | Renovierung der Orgel von Günter Hardt (1961) hinter dem Rokokogehäuse von etwa 1760                                                             |
| 2014–2015 |      | Bechtolsheim                | Simultankirche                     |      | II/P    | 28       | Restaurierung der Orgel von Johann Philipp & Johann Heinrich Stumm; Großteil erhalten → Orgel                                                    |
| 2015      |      | Trebur                      | Laurentiuskirche                   |      | II/P    | 28       | Restaurierung der Orgel von Bernhard Dreymann (1844)                                                                                             |
| 2016      |      | Bärstadt                    | Martinskirche                      |      | II/P    | 22       | Restaurierung der Stumm-Orgel (1769–1771) |
| 2017      |      | Rüdigheim                   | Ev. Kirche                         |      | I/P     | 12       | Restaurierung und Rekonstruktion der Orgel von Johann Georg Zinck (1789)                                                                         |
| 2018      |      | Diedenbergen                | Ev. Kirche                         |      | II/P    | 17       | Restaurierung der Orgel von Johann Conrad Bürgy (1768)                                                                                           |
| 2018–2020 |      | Ilbenstadt                  | Kloster Ilbenstadt, Basilica minor |      | II/P    | 30       | Restaurierung und Rekonstruktion der Orgel von Johann Onimus (1733–1735)                                                                         |
| 2019–2020 |      | Wonsheim                    | Lambertuskirche                    |      | I/P     | 14       | Restaurierung und Rekonstruktion der Stumm-Orgel (1818)                                                                                          |
| 2023      |      | Bad König                   | Evangelische Kirche                |      | II/P    | 31       | Restaurierung und Ergänzung der Orgel von Johann Georg Hugo (1751)                                                                               |
| 2023–2024 |      | Anzefahr                    | St. Michael                        |      | II/P    | 15       | Restaurierung der Orgel von Daniel Mütze (1724), erweitert von Bernhard Schmidt (1975)                                                           |